# Franco Tancredi
Franco Tancredi (né le 10 janvier 1955 à Giulianova, dans la province de Teramo, dans la région des Abruzzes) est un footballeur italien, qui évoluait au poste de gardien de but.

## Carrière
- 1972-1974 :  Giulianova Calcio
- 1974-1976 :  AC Milan
- 1976-1977 :  Rimini CFC
- 1977-1990 :  AS Rome (282 matches en championnat)
- 1990-1991 :  Torino FC[1]

## Palmarès
- 12 sélections et 0 but avec l'équipe d'Italie
- Vainqueur de la  Coupe d'Italie en 1980, 1981, 1984 et 1986 avec l'AS Rome
- Champion d'Italie en 1983 avec l'AS Rome